# Tuffi ai XVI Giochi panamericani - Trampolino 3 metri sincro maschile
Il concorso dei tuffi dal trampolino 3 metri sincro maschile dei XVI Giochi panamericani si è svolto il 26 ottobre 2011 presso il Scotiabank Aquatics Center di Guadalajara in Messico.

## Programma
| Data            | Ora   | Evento |
| --------------- | ----- | ------ |
| 26 ottobre 2011 | 19:30 | Finale |

## Risultati
| Class   | Atleti                                  | Nazione     | Punti  |
| ------- | --------------------------------------- | ----------- | ------ |
| Oro     | Yahel Castillo Julián Sánchez           | Messico     | 457.32 |
| Argento | Troy Dumais Kristian Ipsen              | Stati Uniti | 411.99 |
| Bronzo  | Rene Hernandez Jorge Luis Pupo          | Cuba        | 384.33 |
| 4       | César Castro Ian Matos                  | Brasile     | 377.79 |
| 5       | Víctor Ortega Sebastián Villa Castañeda | Colombia    | 375.03 |
| 6       | Reuben Ross Eric Sehn                   | Canada      | 360.99 |
| 7       | Emilio Colmenarez Robert Páez           | Venezuela   | 345.57 |
| 8       | Diego Carquin Donato Neglia             | Cile        | 317.04 |